# Guéckédou
Guéckédou albo Guéckédougou – miasto w Gwinei (region Nzérékoré), przy granicy z Liberią i Sierra Leone, ośrodek administracyjny prefektury Guéckédou. Według danych szacunkowych na rok 2012 liczyło 346 908 mieszkańców i było trzecim co do wielkości miastem kraju. W mieście znajduje się klub piłkarski: AS Makona FC.